# Рыбкин, Владимир Борисович
Владимир Борисович Рыбкин (19 января 1947, Орёл, РСФСР — 4 марта 2016, Москва, Российская Федерация) — российский государственный деятель, руководитель Гохрана России (2002—2013).

## Биография
Окончил Московский институт стали и сплавов, специальность — «обогащение полезных ископаемых» (1972).
Работал на комбинате «Амурзолото», с 1973 г. — в Министерстве цветной металлургии СССР.
В 1983—1989 гг. — эксперт Госплана СССР.
В 1989—1997 гг. работал в Министерстве экономики и Министерстве финансов Российской Федерации, где занимал должность начальника отдела по операциям с драгметаллами и драгоценными камнями валютного департамента.
С 1997 г. — заместитель руководителя Гохрана России.
С 2002 г. — руководитель Государственного учреждения по формированию Государственного фонда драгоценных металлов и драгоценных камней (Гохран) Российской Федерации при Министерстве финансов Российский Федерации.
В июле 2013 г. был уволен с должности в связи с выходом на пенсию.
Найден мёртвым 5 марта 2016 года в Москве на Зубовском бульваре с травмами, характерными для падения с высоты. Смерть наступила от перелома позвоночника и повреждения внутренних органов.